# Xã Wayne, Quận Mitchell, Iowa
Xã Wayne (tiếng Anh: Wayne Township) là một xã thuộc quận Mitchell, tiểu bang Iowa, Hoa Kỳ. Năm 2010, dân số của xã này là 373 người.